# Get Me (пісня Джастіна Бібера)
"Get Me" (укр. Забери мене) - пісня канадського співака Джастіна Бібера за участі американської співачки Кейлані. Випущена 28 січня 2020 року в як промосингл з п'ятого студійного альбому Бібера Changes.

## Створення
Бібер випустив сингл того ж дня, коли повідомив дату виходу альбом.

## Чарти
| Чарт (2020)                               | Найвища позиція |
| ----------------------------------------- | --------------- |
| Австралія (ARIA)                          | 61              |
| Канада (Canadian Hot 100)                 | 48              |
| Ірландія (IRMA)                           | 58              |
| Нідерланди (Mega Single Top 100)          | 75              |
| Нова Зеландія Hot Singles (RMNZ)          | 4               |
| Словаччина (Singles Digitál Top 100)      | 78              |
| Швеція (Sverigetopplistan)                | 80              |
| Швейцарія (Media Control AG)              | 88              |
| Велика Британія (Official Charts Company) | 61              |
| США (Billboard Hot 100)                   | 93              |
| США Rolling Stone Top 100                 | 65              |

## Історія випуску
| Країна | Дата          | Формат                                    | Лейбл              | Прим. |
| ------ | ------------- | ----------------------------------------- | ------------------ | ----- |
| Різні  | 28 січня 2020 | цифрове завантаження потокове відтворення | Def Jam Recordings | [ 4 ] |